# Ioudytchvoumtchorr
Le Ioudytchvoumtchorr (en russe : Юдычвумчорр, du same de Kildin  « montagne bourdonnante ») est, avec 1 200 mètres d'altitude, le point culminant de l'oblast de Mourmansk, en Russie lapone, et du massif des Khibiny. C'est aussi le point culminant de l'Arctique européen russe. Ce n'est que depuis les années 2000 que les scientifiques l'ont identifié comme tel, en lieu et place du Tchasnatchorr (1 191 mètres). Il est aussi appelé mont Fesman en l'honneur du minéralogiste Alexandre Fersman.